# Movie Walker Press
Movie Walker Press (jap. ムービーウォーカー プレス) – japońska strona internetowa z bazą informacji o filmach prowadzona przez Movie Walker Co., Ltd. Zawiera informacje o pokazach filmowych w kinach w całej Japonii oraz filmową bazę danych.
Działa również jako portal oferujący różnorodne informacje, w tym Walkerplus, jedną z oficjalnych witryn stowarzyszonych przez Kadokawa Group, oraz witrynę z wiadomościami o różnych regionach i tematach.